# Alyxia sleumeri
Alyxia sleumeri är en oleanderväxtart som beskrevs av F. Markgraf. Alyxia sleumeri ingår i släktet Alyxia och familjen oleanderväxter. Inga underarter finns listade i Catalogue of Life.